# Paróquia São Pedro (Ipatinga)
A Paróquia São Pedro é uma divisão da Igreja Católica sediada no município brasileiro de Ipatinga, no interior do estado de Minas Gerais. A paróquia faz parte da Diocese de Itabira-Fabriciano, estando situada na Região Pastoral III.

## História e descrição
Foi criada em 19 de junho de 2009, ao ser desmembrada da Paróquia Nossa Senhora Aparecida. Tem sede no bairro Limoeiro e possui comunidades neste e em bairros próximos, além de representar a zona rural ipatinguense. Sua abrangência inclui a Igreja São Vicente de Paulo, também conhecida como Igreja do Ipaneminha, que foi inaugurada em 1954 e foi tombada como patrimônio cultural municipal pelo decreto nº 3.580 de 3 de setembro de 1996.

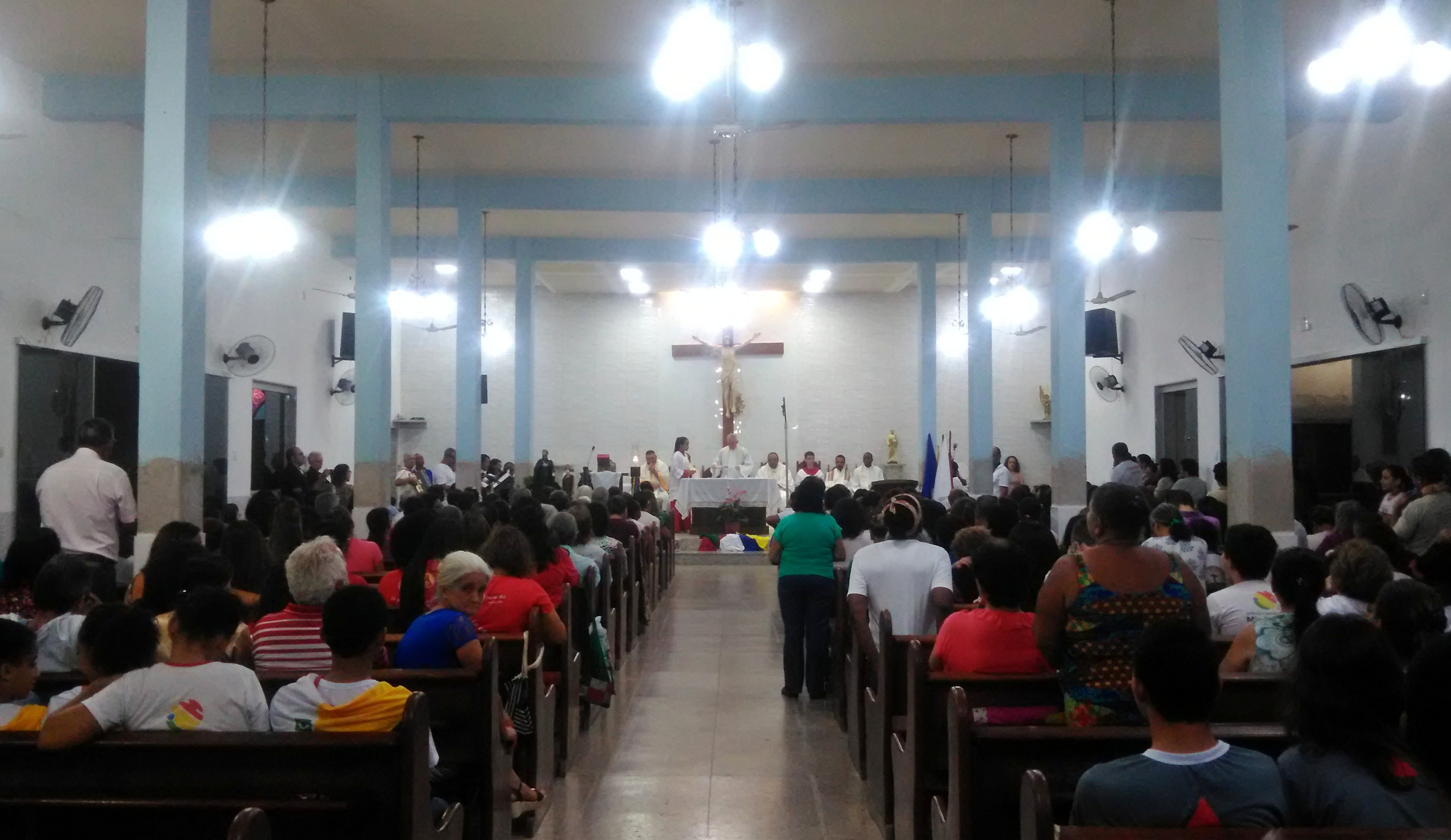
Interior da Igreja São Pedro do Limoeiro durante uma missa, 2018.
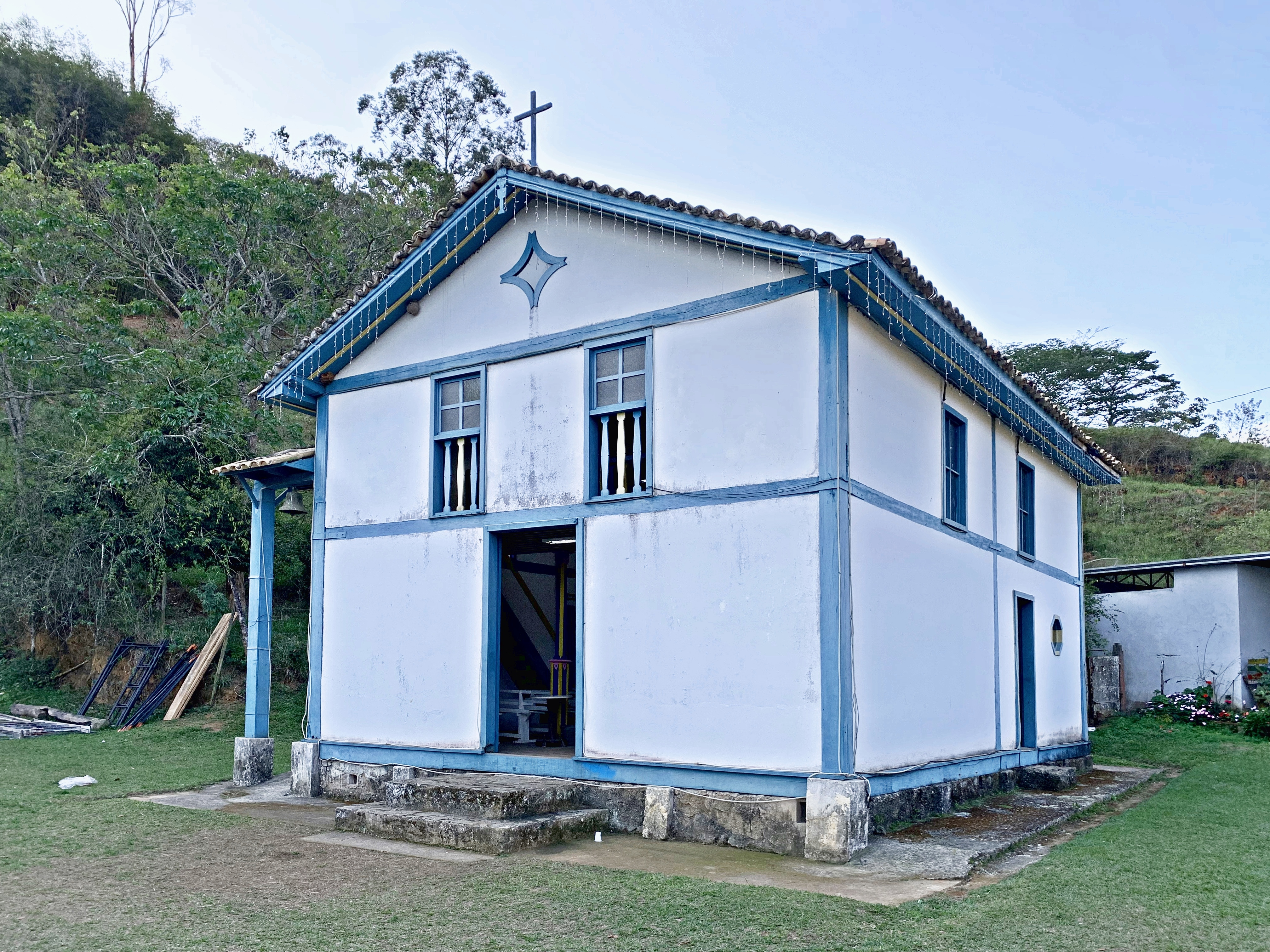
Vista da Igreja São Vicente de Paulo (Igreja do Ipaneminha), que é tombada como patrimônio cultural do município.